# Harlem World
Harlem World è il primo album del rapper statunitense Ma$e, pubblicato nel 1997 dalla Bad Boy. Il disco ottiene un notevole risultato critico e commerciale, venendo certificato quattro volte disco di platino dalla RIAA e raggiungendo il primo posto negli Stati Uniti e in Canada.

## Antefatti, descrizione e ricezione
| Recensione           | Giudizio |
| -------------------- | -------- |
| AllMusic             | [ 1 ]    |
| RapReviews           | [ 4 ]    |
| Robert Christgau     | A-       |
| Entertainment Weekly | B+       |

Ma$e esce dai Children of the Corn, crew originaria di Harlem, New York City, formata dallo stesso rapper, da Bloodshed, Herb McGruff, Killa Kam e Big L. Nel 1996 partecipa a una convention hip hop ad Atlanta per impressionare positivamente Jermaine Dupri, invece riesce a convincere Puff Daddy che lo fa firmare con la Bad Boy Records e lo mette nella hit dei 112 Only You feat. The Notorious B.I.G. e nel suo primo singolo Can't Nobody Hold Me Down, brano che raggiunge il primo posto sia negli USA sia in Canada. Divenuto il nuovo pupillo di Puff Daddy dopo la prematura morte di Notorious B.I.G., Ma$e appare in Mo Money Mo Problems (singolo postumo del rapper di Brooklyn) e in Been Around the World, altro successo di Puff Daddy.
Il disco, come ammesso dallo stesso Ma$e, è realizzato a fini puramente commerciali, con un rapping su argomenti materiali e una sostanza pressoché nulla: la Bad Boy si attira molte critiche da parte dei puristi per essersi avvicinata a suoni pop, tuttavia il lavoro costruito da Puff Daddy vende più di quattro milioni di copie fisiche certificate dalla RIAA nei soli Stati Uniti d'America, diventando uno dei debutti di maggiore successo commerciale da parte di un rapper. Nel 1999 l'album è candidato ai Grammy nella categoria miglior album rap.
Ma$e, artista che si è fatto un nome come ospite dei lavori di Puff Daddy e Biggie Smalls, «sembra ospite del suo stesso album» secondo l'autore musicale Leo Stanley di AllMusic. Nonostante sia un prodotto archiviabile sotto la sfera del pop rap, il disco presenta una quantità di violenza piuttosto elevata e inusuale per un lavoro del genere, a causa del fatto che Ma$e punta a un pubblico composto soprattutto da ragazzine: desto particolare scalpore I Need to Be con Monifah, in cui il rapper fa una «svolta inquietante» entrando nel tema del sesso con minori.
Gli ospiti del disco sono Kelis, Jay-Z, Lil' Cease, DMX, Puff Daddy, Lil' Kim, 8Ball & MJG, Busta Rhymes, The LOX, Total, Black Rob, 112 e Monifah.

## Tracce
| #  | Titolo                           | Produttore                                                                      | Featuring                | Durata |
| -- | -------------------------------- | ------------------------------------------------------------------------------- | ------------------------ | ------ |
| 1  | "Puff's Intro"                   | Sean "Puffy" Combs for The Hitmen                                               |                          | 1:40   |
| 2  | "Do You Wanna Get $?"            | Ron "Amen-Ra" Lawrence/Deric "D-Dot" Angelettie for The Hitmen                  | Kelis                    | 3:49   |
| 3  | "Take What's Yours"              | Nashiem Myrick & Carlos "6 July" Broady for The Hitmen                          | DMX                      | 3:45   |
| 4  | "Mad Rapper (Interlude)"         |                                                                                 |                          | 1:13   |
| 5  | "Will They Die 4 U?"             | Ron "Amen-Ra" Lawrence/Sean "Puffy" Combs for The Hitmen                        | Puff Daddy & Lil' Kim    | 4:04   |
| 6  | "Lookin' at Me"                  | The Neptunes                                                                    | Puff Daddy               | 4:15   |
| 7  | "White Girl (Interlude)"         |                                                                                 |                          | 0:52   |
| 8  | "Love U So"                      | Steven "Stevie J" Jordan for The Hitmen                                         | Billy Lawrence           | 3:12   |
| 9  | "The Player Way"                 | Mo-Suave-A, T-Mix                                                               | 8Ball & MJG              | 4:13   |
| 10 | "Hater (Interlude)"              |                                                                                 |                          | 1:00   |
| 11 | "Niggaz Wanna Act"               | Dame Grease                                                                     | Busta Rhymes             | 4:09   |
| 12 | "Feel So Good"                   | Sean "Puffy" Combs for The Hitmen                                               | Kelly Price              | 3:24   |
| 13 | "What You Want"                  | Nashiem Myrick for The Hitmen                                                   | Total                    | 4:02   |
| 14 | "Phone Conversation (Interlude)" |                                                                                 |                          | 1:49   |
| 15 | "Cheat on You"                   | Jermaine Dupri                                                                  | Lil' Cease, Jay-Z & 112  | 3:15   |
| 16 | "24 Hrs. to Live"                | Deric "D-Dot" Angelettie, Nashiem Myrick, Carlos "6 July" Broady for The Hitmen | The LOX, Black Rob & DMX | 4:16   |
| 17 | "I Need to Be"                   | Carl "Chucky" Thompson for The Hitmen                                           | Monifah                  | 5:12   |
| 18 | "Watch Your Back (Interlude)"    |                                                                                 |                          | 0:56   |
| 19 | "Wanna Hurt Mase?"               | Ron "Amen-Ra" Lawrence/Sean "Puffy" Combs for The Hitmen                        |                          | 4:23   |
| 20 | "Jealous Guy"                    | Sean "Puffy" Combs for The Hitmen                                               | 112 & Puff Daddy         | 6:25   |

## Classifiche

### Classifiche settimanali
| Classifica (1997)         | Posizione massima |
| ------------------------- | ----------------- |
| Canada                    | 1                 |
| Paesi Bassi               | 59                |
| Nuova Zelanda             | 20                |
| Regno Unito               | 53                |
| Stati Uniti               | 1                 |
| US Top R&B/Hip-Hop Albums | 1                 |

### Classifiche di fine anno
| Classifica (1997)      | Posizione massima |
| ---------------------- | ----------------- |
| Top R&B/Hip-Hop Albums | 46                |
| Stati Uniti            | 117               |
| Classifica (1998)      | Posizione massima |
| Top R&B/Hip-Hop Albums | 13                |
| Stati Uniti            | 20                |